# Carteroniella macroclava
Carteroniella macroclava är en spindelart som beskrevs av Embrik Strand 1907. Carteroniella macroclava ingår i släktet Carteroniella och familjen säckspindlar. Inga underarter finns listade.